# Doedicurus
Doedicurus is een geslacht van uitgestorven glyptodonten, behorend tot de familie Chlamyphoridae, dat leefde tijdens het Pleistoceen tot het einde van de laatste ijstijd, zo'n 11.000 jaar geleden in Zuid-Amerika. De naam betekent 'stamperstaart', verwijzend naar hoe, als de spijkers van het uiteinde van de staart zouden worden verwijderd, het op een stamper zou lijken. Het typesoort is D. clavicaudatus. Dit was de grootste bekende glyptodont en een van de bekendere leden van de Zuid-Amerikaanse Pleistoceen-megafauna. Data in Argentinië zo recent als ~ 7.500 BP zijn gemeld, maar dergelijke Holocene datums zijn nog niet bevestigd door de meer accurate AMS-dateringstechniek. Volgens de huidige inzichten telt het geslacht één soort, Doedicurus clavicaudatus, die leefde tijdens het Pleistoceen in Zuid-Amerika. Doedicurus leefde volgens sommige geleerden tegelijk met de eerste mensen in Amerika. In oude Indiaanse legendes komt hij voor, al kan het ook zijn dat de Indianen slechts botten van de dieren vonden.

## Beschrijving
Doedicurus clavicaudatus woonde in bossen en graslanden en was herbivoor. Met een hoogte van honderdvijftig centimeter en een totale lengte van ongeveer vier meter, zou het een gewicht van ongeveer 1.910 tot 2.370 kilogram kunnen bereiken. Aan het uiteinde van zijn staart had het een grote knots die bestond uit massief bot. Op de knots bevonden verder punten van hoorn. De staart was een wapen tegen roofdieren, maar werd ook gebruikt bij gevechten tussen rivaliserende mannelijke dieren wanneer er gevochten werd om wijfjes. Er is een Doedicurus-pantser gevonden waaraan te zien is dat ze hun staart als wapen gebruikten, omdat er deuken in zitten die precies bij deze punten passen. Onbekend is of vrouwelijke dieren ook zo 'bewapend' waren. Net zoals de moderne gordeldieren had Doedicurus een pantser, dat bestond uit veel hoornplaatjes.
Het dier had een enorm gewelfd pantser dat was gemaakt van veel strak passende schubben, enigszins vergelijkbaar met die van zijn moderne familielid, het gordeldier. Het pantser was stevig verankerd in het bekken maar los rond de schouder. De voorkant droeg een extra kleinere koepel. Dit is geïnterpreteerd als een met vet gevulde ruimte, vergelijkbaar met de bult van een kameel, die energie zou hebben opgeslagen voor het droge seizoen en dempte slagen van de staart van rivaliserende dieren.

## Verspreiding
Fossielen van D. clavicaudatus zijn te vinden in Zuid-Amerika, vooral in de Luján-formatie in Argentinië. Andere fossiele overblijfselen zijn gevonden in de San José- en Dolores-formaties van Uruguay en in Santa Vitória do Palmar in Brazilië. Gezien de late datum van zijn verdwijning, werd het aangetroffen en waarschijnlijk ook opgejaagd door de eerste menselijke kolonisten in Zuid-Amerika.

## Gebruik van de staartknots
De staartknots werd waarschijnlijk gebruikt in intraspecifiek conflict in plaats van verdediging tegen roofdieren zoals Smilodon, in tegenstelling tot de oppervlakkig vergelijkbare knots van de ankylosauriërs, waarvan wordt gedacht dat ze zijn gebruikt om te verdedigen tegen roofzuchtige dinosauriërs. Ten eerste zou het laatste gebruik moeilijk zijn geweest, omdat het gezichtsveld van het dier zo beperkt was dat het in wezen blindelings de staartknots had moeten gebruiken. Bovendien zijn carapaxen gevonden die fracturen vertonen die werden geproduceerd met ongeveer dezelfde hoeveelheid energie als die zou kunnen worden geproduceerd door de staartspieren.

## Fossiele vindplaatsen
Fossielen van Doedicurus zijn 2 miljoen tot 15.000 jaar oud en vooral bekend uit de Esenada-formatie in Patagonië.